# Enterré vivant (téléfilm)
 (octobre 2021).
Pour les articles homonymes, voir Enterrement vivant.
Pour plus de détails, voir Fiche technique et Distribution.
Enterré vivant (Buried Alive) est un téléfilm américain réalisé par Frank Darabont, diffusé sur USA Network en 1990.

## Synopsis
Clint Goodman est un entrepreneur en bâtiment dont la femme, Joanna, a une liaison avec le médecin local, Cort van Owen. Tous deux mettent au point un plan pour tuer Clint et s'enfuir après avoir touché l'argent de l'assurance. Ils empoisonnent Clint mais la dose n'est pas mortelle. Clint se réveille dans un cercueil et parvient à s'en extirper, brûlant de se venger.

## Fiche technique
- Titre français : Enterré vivant
- Titre original : Buried Alive
- Réalisation : Frank Darabont
- Scénario : Mark Patrick Carducci
- Photographie : Jacques Haitkin
- Montage : Richard G. Haines
- Musique : Michel Colombier
- Budget : 2 000 000 $[1]
- Pays d'origine :  États-Unis
- Langue originale : anglais
- Genre : thriller
- Durée : 93 minutes
- Première diffusion : 9 mai 1990

## Distribution
- Tim Matheson : Clint Goodman
- Jennifer Jason Leigh : Joanna Goodman
- William Atherton : Cort van Owen
- Hoyt Axton : le shérif Sam Eberly
- Wayne Grace : Bill Scorby